# Leofric de Mercia
Leofric (muerto el 31 agosto o 30 de septiembre de 1057) fue conde de Mercia. Fundó monasterios en Coventry y Much Wenlock. Es especialmente recordado como el marido de Lady Godiva.

## Vida
Leofric era hijo de Leofwine, Ealdorman de los Hwicce, que atestiguó un diploma en 997 para el rey Etelredo II. Leofric tuvo tres hermanos: Northman, Edwin y Godwine. Probablemente puede que Northman sea el Northman Miles ("Northman el caballero") a quien Etelredo II concedió el pueblo de Twywell en Northamptonshire en 1013 . Northman, según la Crónica de la Abadía de Crowland, cuya fiabilidad a menudo puesta en duda por historiadores, dice que fue un acompañante (caballero) de Eadric Streona, Conde de Mercia. Añade que Northman habría sido asesinado por orden de Canuto junto con Eadric y otros por esta razón. Canuto "hizo a Leofric ealdorman en lugar de su hermano Northman, y después le tuvo en gran afecto."
Al ser nombrado en conde de Mercia, lo que ocurrió en alguna fecha antes de 1032, se convirtió en uno de los hombres más poderosos del país, solo por detrás del ambicioso conde Godwin de Wessex. Leofric pudo haber tenido alguna conexión por matrimonio con Ælfgifu de Northampton, la primera mujer de Canuto, lo que podría ayudar a explicar por qué fue el principal apoyo de su hijo Harold Harefoot contra Hardeknut, el hijo de Canuto con Emma de Normandía, a la muerte de Cnut 1035. Sin embargo, Harold murió en 1040 y fue sucedido por su hermano Hardeknut, que se hizo altamente impopular por implementar pesados impuestos durante su corto reinado. Dos de sus recaudadores fueron asesinados en Worcester por lugareños enojados. El rey se enfadó tanto por esto que en 1041 ordenó a Leofric y a sus otros condes saquear y quemar la ciudad, y devastar el área circundante. Esta orden puso a prueba a Leofric, ya que Worcester era la ciudad catedralicia de Hwicce, su pueblo.
Cuando Hardeknut murió repentinamente en 1042, fue sucedido por su medio hermano Eduardo el Confesor. Leofric apoyó lealmente a Eduardo cuando éste se vio amenazado en Gloucester, por el conde Godwin, en 1051. Leofric y el conde Siward de Northumbria reunieron un gran ejército para enfrentarse a Godwin. Sus asesores aconsejaron a Eduardo que ir a la batalla sería una locura, ya que habría importantes bajas en ambos bandos; la pérdida de estos hombres en combate dejaría a Inglaterra abierta a sus enemigos. Al final el asunto fue resuelto por medios menos sangrientos: según el consejo de Leofric la disputa sería presentada ante el Witenagemot, y Godwin y su familia fueron proscritos durante un tiempo. El poder de Leofric estaba en su máximo para entonces. Pero en 1055 el propio hijo de Leofric, Ælfgar fue proscrito, "sin culpa alguna", dice la Crónica anglosajona. Ælfgar reclutó un ejército en Irlanda y Gales y lo llevó a Hereford, donde chocó con el ejército de Ralph de Herefordshire y ocasionó severos daños en la ciudad. La Crónica anglosajona comenta "Y entonces cuándo habían hecho más de daño, se decidió restablecer al Conde Ælfgar".
Leofric murió en 1057 en su propiedad de Kings Bromley en Staffordshire. Según la Crónica anglosajona,  murió el 30 de septiembre, pero el cronista de Worcester da la fecha de 31 agosto. Ambos están de acuerdo en que fue enterrado en Coventry. Leofric fue sucedido por su hijo Ælfgar.

## Trabajos religiosos
Leofric y Godiva fueron notorios por su gran generosidad para las casas religiosas. En 1043 fundaron y dotaron un monasterio Benedictino en Coventry. John de Worcester nos dice que "Él y su mujer, la noble Condesa Godgifu, un devoto de Dios y devoto amante de Santa María siempre virgen, construyó el monasterio allí con su propio patrimonio y lo dotó adecuadamente con tierras y lo hizo tan rico en varios ornamentos que en ningún monasterio de Inglaterra podría ser encontrada la abundancia de oro, plata, gemas y piedras preciosas que estaba en aquel tiempo en su posesión."
En los años 1050 Leofric y Godiva aparecen conjuntamente como benefactores en un documento donando tierras al monasterio de St Mary, Worcester, y la dotación del minster en Stow St Mary, Lincolnshire. Son conmemorados como benefactores de otros monasterios también, en Leominster, Chester, Mucho Wenlock, y Evesham.

## Familia
Aparte de Northman, asesinado en 1017, Leofric tuvo al menos dos otros hermanos: Edwin murió en batalla con Gruffydd ap Llywelyn en 1039, y Godwine murió en algún momento antes de 1057.
Leofric pudo haber estado casado más de una vez. Su famosa esposa Godiva le sobrevivió y pudo haber sido su segunda o posterior esposa. Hay dudas sobre la fecha del matrimonio entre Leofric y Godgifu (Godiva), por lo que no está claro que Godiva fuera la madre de Ælfgar, el único hijo conocido de Leofric. Si el matrimonio tuvo lugar después de 1010, Godiva no pudo haber sido la madre de Ælfgar. También se le imputa la paternidad de Erminhild (c. 1008-1050), aunque algunos historiadores opinan que era su hermana, quien fue esposa de Wigod de Wallingford.

## Historicidad
Leofric utilizaba un águila bicéfala como emblema personal, y esto ha sido adoptado por varias unidades del Ejército británico como símbolo para Mercia.
Los historiadores discrepan extensamente sobre el personaje de Leofric. El folclore tiende a describirle como un despiadado lord que impuso elevados impuestos, mientras que muchos historiadores objetan a este y lo consideran como parte del mito de Lady Godiva; sugieren que fue un líder dirigente fuerte y respetado. Hay también gran desacuerdo sobre su reputación como dirigente militar: algunos historiadores creen que Leofric fue débil en este aspecto, pero otros llegan a concederle el título de 'Martillo de los galeses'.

## En cultura popular
En la pantalla, Leofric ha sido interpretado por Roy Travers en el corto británico Lady Godiva (1928), por George Nader en la película Lady Godiva de Coventry (1955), y por Tony Steedman en la serie de televisión de la BBC Hereward el despertar (1965). También pudo haber inspirado el personaje de "Leofric" en la serie de televisión The Last Kingdom.

## Citas
1. ↑  Baxter, Earls of Mercia, p. 31; Sawyer 931
2. 1 2  Baxter, Condes de Mercia, pp. 29@–30, y n. 45 para referencia
3. ↑  Darlington Et al (eds.), Crónica, vol. ii, pp. 504, 505
4. ↑   Chisholm, Hugh, ed. (1911). "" . (11.º ed.). Cambridge Prensa universitaria. p. .
5. ↑  M. Lapidge, El Blackwell Enciclopedia de Inglaterra anglosajona (1999), p.282; La Crónica anglosajona 1036 E.
6. ↑  La Crónica de John de Worcester ed. Y trans. R.R. Darlington, P. McGurk Y J. Bray (Clarendon Prensa: Oxford 1995), pp.533.
7. ↑   Chisholm, Hugh, ed. (1911). "" .   (11.º ed.). Cambridge Prensa universitaria. p. .
8. 1 2 3  La Crónica de John de Worcester ed. Y trans. R.R. Darlington, P. McGurk Y J. Bray (Clarendon Prensa: Oxford 1995), pp.582-3.
9. ↑  Anglo-saxons.net : S 1226
10. ↑  Anglo-saxons.net : S 1232
11. ↑  Anglo-saxons.net : S 1478
12. ↑  Paul Feist, Mary W. Feist (2011), The House of Goldsborough, Lulu Press, Inc., ISBN 9781105237539 p. 133.
13. ↑  «Archived copy». Archivado desde el original el 29 de septiembre de 2007. Consultado el 16 de octubre de 2007.